# Antsoha (Ihosy)
Antsoha est une commune rurale de Madagascar, située dans le district d'Ihosy, dans la partie nord de la région Ihorombe.